# Elvis: That's the Way It Is
Elvis: That's the Way It Is er en dokumentarfilm fra 1970 med Elvis Presley. Filmen er den 32. i rækken af film med Presley og samtidig hans første dokumentarfilm til biograferne.
Elvis: That's the Way It Is blev produceret af Herbert F. Soklow på MGM og instrueret af Denis Sanders. Filmen havde premiere den 11. november 1970 og havde en længde af 97 minutter.
Filmen er med og om Elvis Presley, der igennem filmens 27 sange viser glimt af optakten til hans show på The International Hotel i Las Vegas i august 1970 samt naturligvis store bidder af selve showet.

## Udgangspunktet
I løbet af filmen vises både prøvesituationer og optræden, foruden glimt fra backstage og i Elvis' suite på hotellet.
Der er klip fra bl.a.:
- 14. juli prøve (M.G.M. Scene 1, Culver City, Californien)
- 15. juli prøve (M.G.M. Scene 1, Culver City, Californien)
- 24. juli prøve (R.C.A. Studierne, Hollywood, Californien)
- 29. juli prøve (M.G.M. Studierne, Culver City, Californien)
- 4. august prøve (Convention Center, International Hotel, Las Vegas, Nevada)
- 7. august sceneprøver
- 10. august sceneprøver
- 10. august Show – Premiereaften
- 11. august dinner-show
- 11. august midnat-show
- 12. august dinner-show
- 12. august midnat-show
- 13. august dinner-show

## Musik
En LP med soundtracket fra Elvis – That's The Way It Is blev udsendt samtidig med filmen og hed "Elvis - That's The Way It Is" lige som filmen. Det var Presleys første film-LP siden hans 1968-film Speedway og samtidig hans sidste, eftersom hans film Elvis On Tour fra 1972 ikke affødte en LP.
Der er kun tale om et delvist soundtrack, idet LP'en ikke rummede samtlige filmens melodier. LP-pladen, der primært er optaget under de omtalte koncerter, rummer endvidere optagelser fra RCAs Studio B i Nashville 4. – 6. juni 1970.
LP'en bestod af flg. 12 sange, alle sunget af Elvis Presley:

## Personel
- Elvis Presley
- The Imperials (vokal)
  - Terry Blackwood
  - Armond Morales
  - Joe Moscheo
  - Jim Murray
  - Roger Wiles
- The Sweet Inspirations (vokal)
  - Estell Brown
  - Myrna Smith
  - Sylvia Shemmell
  - Ann Williams
- TCB Band
  - Joe Guercio (orkesterleder)
  - James Burton (lead guitar)
  - Glen D. Hardin (klaver, Rhodes klaver)
  - Charlie Hodge (akustisk guitar, vokalharmonier)
  - Jerry Scheff (basguitar)
  - Ron Tutt (drums)
  - John Wilkinson (rytmeguitar)
- Richard Davis
- Sammy Davis, Jr
- Joe Esposito
- Felton Jarvis
- Millie Kirkham (vokal)
- Del 'Sonny' West
- Red West

### Side 1
- "I Just Can't Help Believin'" (Barry Mann, Cynthia Weil)
- "Twenty Days And Twenty Nights" (Ben Weisman, Clive Westlake)
- "How The Web Was Woven" (Clive Westlake, David Most)
- "Patch It Up" (Eddie Rabbitt, Rory Michael Bourke)
- "Mary In The Morning" (Johnny Cymbal, Michael Rashkow)
- "You Don't Have To Say You Love Me" (Vito Pallavicini, Pino Donaggio, Vicki Wickham, Simon Napier-Bell)

### Side 2
- "You've Lost That Lovin' Feelin'" (Bary Mann, Cynthia Weil, Phil Spector)
- "I've Lost You" (Ken Howard, Alan Blaikley)
- "Just Pretend" (Doug Flett, Guy Fletcher)
- "Stranger In The Crowd" (Winfield Scott)
- "The Next Step Is Love" (Paul Evans, Paul Parnes)
- "Bridge Over Troubled Water" (Paul Simon)

## Links
- Elvis: That's the Way It Is på Internet Movie Database (engelsk)
- Elvis: That's the Way It Is på Filmdatabasen
- Elvis: That's the Way It Is på Scope
- Elvis: That's the Way It Is i Svensk Filmdatabas (svensk)
- Elvis: That's the Way It Is på AlloCiné (fransk)
- Elvis: That's the Way It Is på MovieMeter (nederlandsk)
- Elvis: That's the Way It Is på AllMovie (engelsk)
- Elvis: That's the Way It Is hos American Film Institute (engelsk)
- Elvis: That's the Way It Is på Turner Classic Movies (engelsk)
- Elvis: That's the Way It Is på The Movie Database (engelsk)